# Rusów (obwód iwanofrankiwski)
Rusów (ukr. Русів) – wieś na Ukrainie w rejonie śniatyńskim obwodu iwanofrankiwskiego.